# Uummannaq Fjord
Uummannaq Fjord är en fjord i Grönland (Kungariket Danmark).   Den ligger i kommunen Qaasuitsup, i den centrala delen av Grönland, 800 km norr om huvudstaden Nuuk.